# Nomisia aussereri
Nomisia aussereri är en spindelart som först beskrevs av Ludwig Carl Christian Koch 1872.  Nomisia aussereri ingår i släktet Nomisia och familjen plattbuksspindlar. Inga underarter finns listade i Catalogue of Life.